# Mikołaj Kochanowski (malarz)

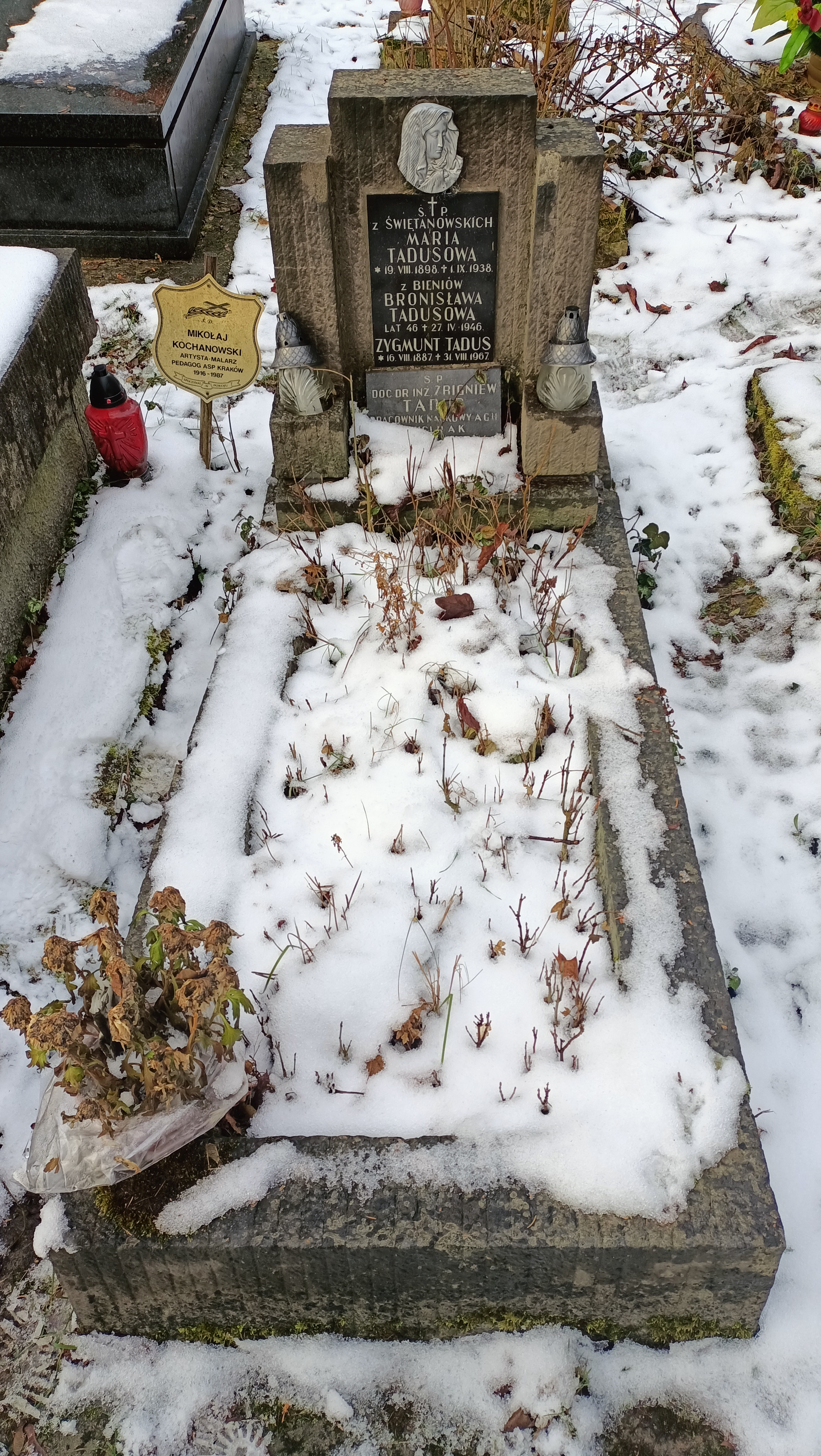
Gób Mikołaja Kochanowskiego na Cmentarzu Rakowickim w Krakowie

Mikołaj Kochanowski (ur. 24 grudnia 1916 w Grosułowie - obecnie Wełyka Mychajliwka w obwodzie odeskim, Ukraina  – zm. 7 czerwca 1987 w Krakowie) – polski malarz.

## Życiorys
Był synem  Jana – urzędnika administracji państwowej w Odessie - i Zofii z d. Konopka. Będąc w wieku 3 lat został półsierotą. W 1921 wraz z całą rodziną (matką i trzema siostrami) przeniósł się do Polski. Początkowo zamieszkali w okolicy Kalisza, lecz ze względu na trudne warunki życia Mikołaj został oddany do sierocińca, a później do bursy OO. Karmelitów koło Krzeszowic. 
W Krakowie ukończył Publiczną Szkołę Powszechną Męską św. Floriana oraz Państwową Szkołę Sztuk Zdobniczych w Krakowie. W 1937 roku został powołany do służby wojskowej, którą zakończył rok później.  W 1938 rozpoczął studia na krakowskiej Akademii Sztuk Pięknych, jego nauczycielami byli: Kazimierz Sichulski, Fryderyk Pautsch i Paweł Dadlez. Studia zostały przerwane wybuchem wojny, w której artysta brał udział został kontuzjowany w kampanii wrześniowej. Od 1940 r. do jesieni 1941 mieszkał we Lwowie gdzie zawarł związek małżeński z Wandą Frankowską. Potem powrócił do Krakowa i rozpoczął pracę w Kawiarni Plastyków przy ul. Łobzowskiej 3 jako kelner, gdzie pracowało wówczas wielu artystów i ludzi sztuki. 
Po zakończeniu wojny ponownie wstąpił do ASP, którą ukończył w 1947 u Hanny Rudzkiej-Cybis i podjął pracę na uczelni w charakterze starszego asystenta w Katedrze Malarstwa pełniąc funkcje pedagoga i nauczyciela rysunku. Na tym stanowisku przepracował 34 lata. W latach 1948 do 1952 w miesiącach wakacyjnych przyjeżdżał wraz z Witoldem Frydrychem na prywatny plener do Zakliczyna. W 1981 roku został docentem. Do grona jego uczniów należeli Zbigniew Bajek i Tadeusz Wiktor. Za swoją pracę pedagogiczną otrzymał m.in. Srebrny i Złoty Krzyż Zasługi oraz Krzyż Kawalerski Orderu Odrodzenia Polski.
Spoczywa na cmentarzu Rakowickim, Kwatera: GC, Rząd: 9, Miejsce: 6.

## Twórczość
Początkowo artysta malował rytmiczne pejzaże i martwe natury bliskie nurtowi koloryzmu, stopniowo kompozycje te ulegały jednak uproszczeniu, aż w końcu ustąpiły miejsca geometrycznej abstrakcji. Tworzył obrazy olejne, kolaże, abstrakcyjne reliefy, projektował wnętrza i dekoracje. Pierwszą wystawę indywidualną zorganizował 1960 r. w Domu Plastyków. Uczestniczył w około 120 wystawach w kraju i za granicą. Brał też udział w happeningu Tadeusza Kantora (1965 rok). Był stypendystą ministerialnym i dzięki temu podróżował do Norwegii, Francji i Włoch.